# 요사
| 이름          | 저자                 | 권수 |
| ------------- | -------------------- | ---- |
| 사기          | 전한·사마천          | 130  |
| 한서          | 후한·반고·배인       | 100  |
| 후한서        | 유송·범엽·배송지     | 120  |
| 삼국지        | 서진·진수·배잠       | 65   |
| 진서(晉書)    | 당·방현령·배행검 등  | 130  |
| 송서          | 양·심약              | 100  |
| 남제서        | 양·소자현            | 59   |
| 양서          | 당·요사렴            | 56   |
| 진서(陳書)    | 당·요사렴            | 36   |
| 위서          | 북제·위수            | 114  |
| 북제서        | 당·이백약            | 50   |
| 주서          | 당·영호덕분 등       | 50   |
| 수서          | 당·위징 등           | 85   |
| 남사          | 당·이연수            | 80   |
| 북사          | 당·이연수            | 100  |
| 구당서        | 후진·유후 등         | 200  |
| 신당서        | 송·구양수 등         | 225  |
| 구오대사      | 송·설거정 등         | 150  |
| 신오대사      | 송·구양수            | 74   |
| 송사          | 원·토크토 등         | 496  |
| 요사          | 원·토크토 등         | 116  |
| 금사          | 원·토크토 등         | 135  |
| 원사          | 명·송렴 등           | 210  |
| 명사          | 청·장정옥 등         | 332  |
| 신원사*       | 중화민국·커샤오민 등 | 257  |
| 청사고*       | 중화민국·자오얼쑨 등 | 536  |
| v • d • e • h |                      |      |

《요사》(遼史)는 《대요사》(大遼史, 만주어: ᡩᠠᡳᠯᡳᠶᠣᠣ
ᡤᡠᡵᡠᠨ
ᡳ
ᠰᡠᡩᡠᡵᡳ Dailiyoo Gurun i Suduri)라고도 하는데, 중국의 정사인 이십사사(청 제국 건륭제가 정한 24종의 기전체 역사서) 중의 하나로 거란족이 세운 요나라(遼, 916년 ~ 1125년)의 역사를 다룬 116권의 사서이다. 원나라 때 재상 토크토(脫脫) 등이 사료를 모아 1344년 완성하였다. 청 제국의 역사학자 조익의 《이십이사차기》(二十二史箚記)에서는 “《요사》, 《금사》 이 두 사서는 빠지고, 생략된 것이 많다”고 했지만, 요나라 역사를 이해하는 데 있어서 가장 근본이 되는 역사 자료이고 기전체(紀傳體)로 편찬된 것이 특색이다.

## 편찬
본서 편찬 유래는 원나라 쿠빌라이 통치기인 중통(中統) 2년 7월 3일(율리우스력 1261년 7월 31일)에 요나라와 금나라의 두 사서 편찬이 심의되면서 시작되었다. 그러나 주자학의 정통론이 문제가 되어, 좀처럼 사서의 형식이 정해지지 않고, 서적의 완성에는 시간이 걸렸다.
요사 부록의 한 문단인 수삼사조(修三史詔)에 따르면, 지정(至正) 3년 3월 14일(율리우스력 1343년 4월 9일)에 일부 대신들의 간청에 의해서 요사(遼史), 금사(金史), 송사(宋史)를 지칭하는 삼사(三史)를 편찬하기 시작하였다. 그 해 3월 28일(율리우스력 1343년 4월 23일)에 토크토아(脫脫)가 삼사(三史) 편찬의 책임자인 도총재(都總裁)로 임명되면다. 부록에 수사관원(修史官員) 문단에 따르면 토크토아 외에도 편찬에 참여한 관리의 기록이 전해진다.
- 도총재(都總裁) : 토크토아(脫脫/탈탈)
- 총재관(總裁官) : 테무르다스(鐵睦爾達世/철목이달세), 하유일(賀惟一), 장기암(張起巖), 구양현(歐陽玄), 여사성(呂思誠), 게혜사(揭傒斯)
- 찬수관(纂修官) : 염해산혜아(廉惠山海牙), 왕기(王沂), 서병(徐昺), 진역증(陳繹曾)
- 제조관(提調官) : 백언(伯彥), 요용(姚庸), 장선(長仙), 여빈(呂彬), 오량합태(悟良哈台), 조수례(趙守禮), 설철독(偰哲篤), 하집례(何執禮), 관음노(觀音奴), 오고손양정(烏古孫良楨), 왕수성(王守誠), 정원(丁元), 로로(老老), 두병이(杜秉彝)

요사 편찬 시 참고 자료는 야율엄(耶律儼)의 《황조실록(皇朝實錄)》이나 진대임(陳大任)의 《요사(遼史)》 등을 기초로 하였고, 《자치통감(資治通鑑)》이나 《거란국지(契丹國志)》와 각 정사에 전해져 내려오는 거란전 등도 참고를 했다.
지정 4년(1344년) 3월에 요사를 먼저 완성 시킨 후, 금사와 송사도 차례대로 완성시킨다. 1343년 4월부터 1344년 3월까지 11개월 동안에 완성된 것이므로 책을 만드는 과정이 충실하기는 어려웠다.

## 구성
- 요사는 본기(本紀) 30권, 지(志) 32권, 표(表) 8권, 열전(列傳) 46권으로 총합 116권으로 구성 되었다.

### 본기(本紀)
| ###  | ###    | 제목             | 군주                      | 시기(음력)                                                   | 비고  |
| ---- | ------ | ---------------- | ------------------------- | ------------------------------------------------------------ | ----- |
| 권1  | 본기1  | 태조(太祖) 상    | 태조(太祖) 천제(天帝)     | 901년 ~ 918년 12월 (당 천복(天復) 원년 ~ 신책(神冊) 3년)     |       |
| 권2  | 본기2  | 태조(太祖) 하    | 태조(太祖) 천제(天帝)     | 919년 1월 ~ 926년 7월 (신책(神冊) 4년 ~ 천현(天顯) 원년)     |       |
| 권3  | 본기3  | 태종(太宗) 상    | 태종(太宗) 사성제(嗣聖帝) | 926년 7월 ~ 937년 12월 (천현(天顯) 원년 ~ 천현(天顯) 12년)   |       |
| 권4  | 본기4  | 태종(太宗) 하    | 태종(太宗) 사성제(嗣聖帝) | 937년 1월 ~ 947년 4월 (천현(天顯) 13년 ~ 대동(大同) 원년)    |       |
| 권5  | 본기5  | 세종(世宗)       | 세종(世宗) 천수제(天授帝) | 947년 2월 ~ 951년 9월 (대동(大同) 원년 ~ 천록(天祿) 5년)     |       |
| 권6  | 본기6  | 목종(穆宗) 상    | 목종(穆宗) 천순제(天順帝) | 951년 9월 ~ 963년 12월 (응력(應曆) 원년 ~ 응력(應曆) 13년)   |       |
| 권7  | 본기7  | 목종(穆宗) 하    | 목종(穆宗) 천순제(天順帝) | 964년 1월 ~ 969년 2월 (응력(應曆) 14년 ~ 응력(應曆) 19년)    |       |
| 권8  | 본기8  | 경종(景宗) 상    | 경종(景宗) 천찬제(天贊帝) | 969년 2월 ~ 976년 12월 (보녕(保寧) 원년 ~ 보녕(保寧) 8년)    |       |
| 권9  | 본기9  | 경종(景宗) 하    | 경종(景宗) 천찬제(天贊帝) | 977년 1월 ~ 982년 9월 (보녕(保寧) 9년 ~ 건형(乾亨) 4년)      |       |
| 권10 | 본기10 | 성종(聖宗) 1     | 성종(聖宗) 천보제(天輔帝) | 982년 9월 ~ 985년 12월 (건형(乾亨) 4년 ~ 통화(統和) 3년)     |       |
| 권11 | 본기11 | 성종(聖宗) 2     | 성종(聖宗) 천보제(天輔帝) | 986년 1월 ~ 986년 12월 (통화(統和) 4년)                      |       |
| 권12 | 본기12 | 성종(聖宗) 3     | 성종(聖宗) 천보제(天輔帝) | 987년 1월 ~ 989년 12월 (통화(統和) 5년 ~ 통화(統和) 7년)     |       |
| 권13 | 본기13 | 성종(聖宗) 4     | 성종(聖宗) 천보제(天輔帝) | 990년 1월 ~ 997년 12월 (통화(統和) 8년 ~ 통화(統和) 15년)    |       |
| 권14 | 본기14 | 성종(聖宗) 5     | 성종(聖宗) 천보제(天輔帝) | 998년 1월 ~ 1009년 12월 (통화(統和) 16년 ~ 통화(統和) 27년)  |       |
| 권15 | 본기15 | 성종(聖宗) 6     | 성종(聖宗) 천보제(天輔帝) | 1010년 1월 ~ 1017년 12월 (통화(統和) 28년 ~ 개태(開泰) 6년)  |       |
| 권16 | 본기16 | 성종(聖宗) 7     | 성종(聖宗) 천보제(天輔帝) | 1018년 1월 ~ 1024년 12월 (개태(開泰) 7년 ~ 태평(太平) 4년)   |       |
| 권17 | 본기17 | 성종(聖宗) 8     | 성종(聖宗) 천보제(天輔帝) | 1025년 1월 ~ 1031년 6월 (태평(太平) 5년 ~ 태평(太平) 11년)   |       |
| 권18 | 본기18 | 흥종(興宗) 1     | 흥종(興宗) 인효제(仁孝帝) | 1031년 6월 ~ 1040년 12월 (경복(景福) 원년 ~ 중희(重熙) 9년)  |       |
| 권19 | 본기19 | 흥종(興宗) 2     | 흥종(興宗) 인효제(仁孝帝) | 1041년 1월 ~ 1046년 12월 (중희(重熙) 10년 ~ 중희(重熙) 15년) |       |
| 권20 | 본기20 | 흥종(興宗) 3     | 흥종(興宗) 인효제(仁孝帝) | 1047년 1월 ~ 1055년 8월 (중희(重熙) 16년 ~ 중희(重熙) 24년)  |       |
| 권21 | 본기21 | 도종(道宗) 1     | 도종(道宗) 천우제(天佑帝) | 1055년 8월 ~ 1061년 12월 (청녕(淸寧) 원년 ~ 청녕(淸寧) 7년)  |       |
| 권22 | 본기22 | 도종(道宗) 2     | 도종(道宗) 천우제(天佑帝) | 1062년 1월 ~ 1071년 12월 (청녕(淸寧) 8년 ~ 함옹(咸雍) 7년)   |       |
| 권23 | 본기23 | 도종(道宗) 3     | 도종(道宗) 천우제(天佑帝) | 1072년 1월 ~ 1078년 12월 (함옹(咸雍) 8년 ~ 대강(大康) 4년)   |       |
| 권24 | 본기24 | 도종(道宗) 4     | 도종(道宗) 천우제(天佑帝) | 1079년 1월 ~ 1086년 12월 (대강(大康) 5년 ~ 대안(大安) 2년)   |       |
| 권25 | 본기25 | 도종(道宗) 5     | 도종(道宗) 천우제(天佑帝) | 1087년 1월 ~ 1094년 12월 (대안(大安) 3년 ~ 대안(大安) 10년)  |       |
| 권26 | 본기26 | 도종(道宗) 6     | 도종(道宗) 천우제(天佑帝) | 1095년 1월 ~ 1101년 1월 (수창(壽昌) 원년 ~ 수창(壽昌) 7년)   |       |
| 권27 | 본기27 | 천조제(天祚帝) 1 | 천조제(天祚帝)            | 1101년 1월 ~ 1114년 12월 (수창(壽昌) 7년 ~ 천경(天慶) 4년)   |       |
| 권28 | 본기28 | 천조제(天祚帝) 2 | 천조제(天祚帝)            | 1115년 1월 ~ 1120년 12월 (천경(天慶) 5년 ~ 천경(天慶) 10년)  |       |
| 권29 | 본기29 | 천조제(天祚帝) 3 | 천조제(天祚帝)            | 1121년 1월 ~ 1124년 12월 (보대(保大) 원년 ~ 보대(保大) 4년)  |       |
| 권30 | 본기30 | 천조제(天祚帝) 4 | 천조제(天祚帝)            | 1125년 1월 ~ 1211년 (보대(保大) 5년 ~ 서요 천희(天禧) 34년)  | [ 7 ] |
| 권30 | 본기30 | 부록(附錄)       | 야율순(耶律淳)            | 1125년 1월 ~ 1211년 (보대(保大) 5년 ~ 서요 천희(天禧) 34년)  | [ 7 ] |
| 권30 | 본기30 | 부록(附錄)       | 야율아리(耶律雅里)        | 1125년 1월 ~ 1211년 (보대(保大) 5년 ~ 서요 천희(天禧) 34년)  | [ 7 ] |
| 권30 | 본기30 | 부록(附錄)       | 야율대석(耶律大石)        | 1125년 1월 ~ 1211년 (보대(保大) 5년 ~ 서요 천희(天禧) 34년)  | [ 7 ] |

### 지(志)
| ###  | ###     | 부제          | 목록 | 비고 |
| ---- | ------- | ------------- | --- | ---- |
| 권31 | 지1     | 영위(營衞) 상 | 궁위(宮衛) |      |
| 권32 | 지2     | 영위(營衞) 중 | 파납(巴納), 부족(部族) 상 |      |
| 권33 | 지3     | 영위(營衞) 하 | 부족(部族) 하 |      |
| 권34 | 지4     | 병위(兵衞) 상 | 병제(兵制) |      |
| 권35 | 지5     | 병위(兵衞) 중 | 어장친군(禦帳親軍), 궁위기군(宮衛騎軍), 대수영군(大首領軍), 대수영부족군(大首領部族軍)                                                                                           |      |
| 권36 | 지6     | 병위(兵衞) 하 | 오경도향정(五京道鄕丁), 속국군(屬國軍), 변경수병(邊境戍兵) |      |
| 권37 | 지7     | 지리(地理) 1  | 상경도(上京道) |      |
| 권38 | 지8     | 지리(地理) 2  | 동경도(東京道) |      |
| 권39 | 지9     | 지리(地理) 3  | 중경도(中京道) |      |
| 권40 | 지10    | 지리(地理) 4  | 남경도(南京道) |      |
| 권41 | 지11    | 지리(地理) 5  | 서경도(西京道) |      |
| 권42 | 지12    | 역상(曆象) 상 | 《대명력(大明曆)》 추월소재도술(推月所在度術), 추입지질력술(推入遲疾歷術), 추입음양력술(推入陰陽歷術), 추오성술(推五星術)                                                        |      |
| 권43 | 지13    | 역상(曆象) 중 | 윤고(閏考) |      |
| 권44 | 지14    | 역상(曆象) 하 | 삭고(朔考), 상(象), 각루(刻漏), 관성(官星) |      |
| 권45 | 지15    | 백관(百官) 1  | 《북면(北面) 상》 북면조관(北面朝官), 북면어장관(北面御帳官), 북면저장관(北面著帳官), 북면황족장관(北面皇族帳官), 북면제장관(北面諸帳官), 북면궁관(北面宮官)                     |      |
| 권46 | 지16    | 백관(百官) 2  | 《북면(北面) 하》 북면부족관(北面部族官), 북면방장국야목구등관(北面坊場局冶牧厩等官), 북면군관(北面軍官), 북면변방관(北面邊防官), 북면행군관(北面行軍官), 북면속국관(北面屬國官) |      |
| 권47 | 지17-상 | 백관(百官) 3  | 《남면(南面) 상》 남면조관(南面朝官), 남면궁관(南面宮官) |      |
| 권48 | 지17-하 | 백관(百官) 4  | 《남면(南面) 하》 남면경관(南面京官), 남면방주관(南面方州官), 남면분사관(南面分司官), 남면재부관(南面財賦官), 남면군관(南面軍官), 남면변방관(南面邊防官)                         |      |
| 권49 | 지18    | 예(禮) 1      | 길의(吉儀) |      |
| 권50 | 지19    | 예(禮) 2      | 흉의(凶儀) |      |
| 권51 | 지20    | 예(禮) 3      | 군의(軍儀) |      |
| 권51 | 지20    | 예(禮) 4      | 빈의(賓儀) |      |
| 권52 | 지21    | 예(禮) 5      | 가의(嘉儀) 상 |      |
| 권53 | 지22    | 예(禮) 6      | 가의(嘉儀) 하 |      |
| 권54 | 지23    | 악(樂)        | 국악(國樂), 아악(雅樂), 대악(大樂), 산악(散樂), 고취악(鼓吹樂), 횡치악(橫吹樂)                                                                                                   |      |
| 권55 | 지24    | 의위(儀衞) 1  | 국여(國輿), 한여(漢輿) |      |
| 권56 | 지25    | 의위(儀衞) 2  | 국복(國服), 한복(漢服) |      |
| 권57 | 지26    | 의위(儀衞) 3  | 부인(符印) |      |
| 권58 | 지27    | 의위(儀衞) 4  | 국장(國仗), 발해장(渤海仗), 한장(漢仗), 노부의장(鹵簿儀仗) |      |
| 권59 | 지28    | 식화(食貨) 상 | |      |
| 권60 | 지29    | 식화(食貨) 하 | |      |
| 권61 | 지30    | 형법(刑法) 상 | |      |
| 권62 | 지31    | 형법(刑法) 하 | |      |

### 표(表)
| ###  | ### | 부제            | 목록 | 비고 |
| ---- | --- | --------------- | --- | ---- |
| 권63 | 표1 | 세표 (世表)     | 한(漢), 위(魏), 진(晉), 원위(元魏), 북제(北齊), 수(隋), 당(唐) |      |
| 권64 | 표2 | 황자표 (皇子表) | 숙조 4자(肅祖四子), 의조 4자(懿祖四子), 현조 4자(玄祖四子), 덕조 6자(德祖六子), 태조 4자(太祖四子), 태종 5자(太宗五子), 세종 3자(世宗三子), 경종 4자(景宗四子), 성종 6자(聖宗六子), 흥종 3자(興宗三子), 도종 1자(道宗一子), 천조 6자(天祚六子) |      |
| 권65 | 표3 | 공주표 (公主表) | 태조 1녀(太祖一女), 태종 2녀(太宗二女), 세종 3녀(世宗三女), 경종 4녀(景宗四女), 성종 14녀(聖宗十四女), 흥종 2녀(興宗二女), 도종 3녀(道宗三女), 소회태자 1녀(昭懷太子一女), 천조 6녀(天祚六女)                                                  |      |
| 권66 | 표4 | 황족표 (皇族表) | |      |
| 권67 | 표5 | 외척표 (外戚表) | |      |
| 권68 | 표6 | 유행표 (遊幸表) | |      |
| 권69 | 표7 | 부족표 (部族表) | |      |
| 권70 | 표8 | 속국표 (屬國表) | |      |

### 열전(列傳)
| ###   | ###    | 부제                | 목록 | 비고 |
| ----- | ------ | ------------------- | --- | ---- |
| 권71  | 열전1  | 후비 (后妃)         | 숙조소덕황후(肅祖昭烈皇后), 의조장경황후(懿祖莊敬皇后), 현조간헌황후(玄祖簡獻皇后), 덕조선간황후(德祖宣簡皇后), 태조순흠황후(淳欽皇后), 태종정안황후(靖安皇后), 세종회절황후(世宗懷節皇后), 세종비 견씨(世宗妃 甄氏), 목종황후(穆宗皇后), 경종예지황후(景宗睿智皇后), 성종인덕황후(聖宗仁德皇后), 성종흠애황후(聖宗欽哀皇后), 흥종인의황후(興宗仁懿皇后), 흥종귀비(興宗貴妃), 도종선의황후(道宗宣懿皇后), 도종혜비(道宗惠妃), 천조황후(天祚皇后), 천조덕비(天祚德妃), 천조문비(天祚文妃), 천조원비(天祚元妃) |      |
| 권72  | 열전2  | 종실 (宗室)         | 의종 배(義宗 倍), 장숙황제 이호(章肅皇帝 李胡), 순종 준(順宗 濬), 진왕 오로알(晉王 敖盧斡) |      |
| 권73  | 열전3  |                     | 야율갈로(耶律曷魯), 소적로(蕭敵魯), 야율사열적(耶律斜涅赤), 야율욕온(耶律欲穩), 야율해리(耶律海里) |      |
| 권74  | 열전4  |                     | 야율적랄(耶律敵剌), 소흔독(蕭痕篤), 강묵기(康默記), 한연휘(韓延徽), 한지고(韓知古) |      |
| 권75  | 열전5  |                     | 야율적렬(耶律覿烈), 야율탁진(耶律鐸臻), 왕욱(王郁), 야율도로군(耶律圖魯窘) |      |
| 권76  | 열전6  |                     | 야율해리(耶律解里), 야율발리득(耶律拔里得), 야율삭고(耶律朔古), 야율로불고(耶律魯不古), 조연수(趙延壽), 고모한(高模翰), 조사온(趙思溫), 야율구리사(耶律漚里思), 장려(張礪) |      |
| 권77  | 열전7  |                     | 야율옥질(耶律屋質), 야율후(耶律吼), 야율안단(耶律安摶), 야율와(耶律洼), 야율퇴욱(耶律頹昱), 야율달렬(耶律撻烈) |      |
| 권78  | 열전8  |                     | 야율이랍갈(耶律夷臘葛), 소해리(蕭海璃), 소호사(蕭護思), 소사온(蕭思溫), 소계선(蕭繼先) |      |
| 권79  | 열전9  |                     | 실방(室昉), 야율현적(耶律賢適), 여리(女里), 곽습(郭襲), 야율아몰리(耶律阿沒里) |      |
| 권80  | 열전10 |                     | 장검(張儉), 형포박(邢抱朴), 마득신(馬得臣), 소박(蕭朴), 야율팔가(耶律八哥) |      |
| 권81  | 열전11 |                     | 야율실로(耶律室魯), 왕계충(王繼忠), 소효충(蕭孝忠), 진소곤(陳昭袞), 소합탁(蕭合卓) |      |
| 권82  | 열전12 |                     | 야율융운(耶律隆運), 야율발고철(耶律勃古哲), 소양아(蕭陽阿), 무백(武白), 소상가(蕭常哥), 야율호고(耶律虎古) |      |
| 권83  | 열전13 |                     | 야율휴가(耶律休哥), 야율사진(耶律斜軫), 야율해저(耶律奚低), 야율학고(耶律學古) |      |
| 권84  | 열전14 |                     | 야율사(耶律沙), 야율말지(耶律抹只), 소간(蕭幹), 야율선보(耶律善補), 야율해리(耶律海里) |      |
| 권85  | 열전15 |                     | 소달름(蕭撻凜), 소관음노(蕭觀音奴), 야율제자(耶律題子), 야율해리(耶律諧理), 야율노과(耶律奴瓜), 소류(蕭柳), 고훈(高勳), 해화삭노(奚和朔奴), 소탑렬갈(蕭塔列葛), 야율살합(耶律撒合) |      |
| 권86  | 열전16 |                     | 야율합주(耶律合住), 유경(劉景), 유육부(劉六符), 야율뇨리(耶律褭履), 우온서(牛溫舒), 두방(杜防), 소화상(蕭和尙), 야율합리지(耶律合里只), 야율파적(耶律頗的) |      |
| 권87  | 열전17 |                     | 소효목(蕭孝穆), 소포노(蕭蒲奴), 야율포고(耶律蒲古), 하행미(夏行美) |      |
| 권88  | 열전18 |                     | 소적렬(蕭敵烈), 야율분노(耶律盆奴), 소배압(蕭排押), 야율자충(耶律資忠), 야율요질(耶律瑤質), 야율홍고(耶律弘古), 고정(高正), 야율적록(耶律的琭), 대강예(大康乂) |      |
| 권89  | 열전19 |                     | 야율서성(耶律庶成), 양석(楊皙), 야율한류(耶律韓留), 양길(楊佶), 야율화상(耶律和尙) |      |
| 권90  | 열전20 |                     | 소아랄(蕭阿剌), 야율의선(耶律義先), 소도외(蕭陶隗), 소탑랄갈(蕭塔剌葛), 야율적록(耶律敵祿) |      |
| 권91  | 열전21 |                     | 야율한팔(耶律韓八), 야율당고(耶律唐古), 소출철(蕭朮哲), 야율결(耶律玦), 야율복리독(耶律僕里篤) |      |
| 권92  | 열전22 |                     | 소탈랄(蕭奪剌), 소보달(蕭普達), 야율후신(耶律侯哂), 야율고욱(耶律古昱), 야율독매(耶律獨挴), 소한가(蕭韓家), 소오야(蕭烏野) |      |
| 권93  | 열전23 |                     | 소혜(蕭惠), 소우로(蕭迂魯), 소도옥(蕭圖玉), 야율탁진(耶律鐸軫) |      |
| 권94  | 열전24 |                     | 야율화가(耶律化哥), 야율알랍(耶律斡臘), 야율속살(耶律速撒), 소아로대(蕭阿魯帶), 야율나야(耶律那也), 야율하로소고(耶律何魯掃古), 야율세량(耶律世良) |      |
| 권95  | 열전25 |                     | 야율홍고(耶律弘古), 야율마육(耶律馬六), 소적렬(蕭滴冽), 야율적록(耶律適祿), 야율진가노(耶律陳家奴), 야율특마(耶律特麽), 야율선동(耶律仙童), 소소삽(蕭素颯), 야율대비노(耶律大悲奴) |      |
| 권96  | 열전26 |                     | 야율인선(耶律仁先), 야율량(耶律良), 소한가노(蕭韓家奴), 소덕(蕭德), 소유신(蕭惟信), 소악음노(蕭樂音奴), 여율적렬(耶律敵烈), 요경행(姚景行), 야율아사(耶律阿思) |      |
| 권97  | 열전27 |                     | 야율알특랄(耶律斡特剌), 해리(孩里), 두경용(竇景庸), 야율인길(耶律引吉), 양적(楊績), 조휘(趙徽), 왕관(王觀), 야율희손(耶律喜孫) |      |
| 권98  | 열전28 |                     | 소올납(蕭兀納), 야율엄(耶律儼), 유신(劉伸), 야율호려(耶律胡呂) |      |
| 권99  | 열전29 |                     | 소암수(蕭巖壽), 야율살랄(耶律撒剌), 소속살(蕭速撒), 야율달불야(耶律撻不也), 소달불야(蕭撻不也), 소홀고(蕭忽古), 야율석류(耶律石柳) |      |
| 권100 | 열전30 |                     | 야율당고(耶律棠古), 소득리저(蕭得里底), 소수알(蕭酬斡), 야율장노(耶律章奴), 야율출자(耶律 朮者) |      |
| 권101 | 열전31 |                     | 소도소알(蕭陶蘇斡), 야율아식보(耶律阿息保), 소을설(蕭乙薛), 소호독(蕭胡篤) |      |
| 권102 | 열전32 |                     | 소봉선(蕭奉先), 이처온(李處溫), 장림(張琳), 야율여도(耶律余睹) |      |
| 권103 | 열전33 | 문학 (文學) 상      | 소한가노(蕭韓家奴), 이한(李澣) |      |
| 권104 | 열전34 | 문학 (文學) 하      | 왕정(王鼎), 야율소(耶律昭), 유휘(劉輝), 야율맹간(耶律孟簡), 야율곡욕(耶律谷欲) |      |
| 권105 | 열전35 | 능리 (能吏)         | 대공정(大公鼎), 소문(蕭文), 마인망(馬人望), 야율탁로알(耶律鐸魯斡), 양준욱(楊遵勖), 왕당(王棠) |      |
| 권106 | 열전36 | 탁행 (卓行)         | 소차랄(蕭箚剌), 야율관노(耶律官奴), 소포리불(蕭蒲離不) |      |
| 권107 | 열전37 | 열녀 (列女)         | 형간 처 진씨(邢簡 妻 陳氏), 야율상가(耶律常哥), 야율노 처 소씨(耶律奴 妻 蕭氏), 야율출자 처 소씨(耶律朮者 妻 蕭氏), 야율중 처 소씨(耶律中 妻 蕭氏) |      |
| 권108 | 열전38 | 방기 (方技)         | 직로고(直魯古), 왕백(王白), 위린(魏璘), 야율적로(耶律敵魯), 야율을불가(耶律乙不哥) |      |
| 권109 | 열전39 | 영관 (伶官)         | 나의경(羅衣輕) |      |
| 권109 | 열전39 | 환관 (宦官)         | 왕계은(王繼恩), 조안인(趙安仁) |      |
| 권110 | 열전40 | 간신 (姦臣) 상      | 야율을신(耶律乙辛), 장효걸(張孝傑), 야율연가(耶律燕哥), 소십삼(蕭十三) |      |
| 권111 | 열전41 | 간신 (姦臣) 하      | 소여리야(蕭餘里也), 야율합로(耶律合魯), 소득리특(蕭得裏特), 소와도알(蕭訛都斡), 소달로고(蕭達魯古), 야율탑불야(耶律塔不也), 소도고사(蕭圖古辭) |      |
| 권112 | 열전42 | 역신 (逆臣) 상      | 야율할저(耶律轄底), 첩리특(疊裏特), 야율찰할(耶律察割), 야율누국(耶律婁國), 야율중원(耶律重元), 열로고(涅魯古), 야율활가(耶律滑哥) |      |
| 권113 | 열전43 | 역신 (逆臣) 중      | 소한(蕭翰), 야율첩랍(耶律牒蠟), 야율랑(耶律朗), 야율유가(耶律劉哥), 분도(盆都), 야율해사(耶律海思), 야율적렵(耶律敵獵), 소혁(蕭革) |      |
| 권114 | 열전44 | 역신 (逆臣) 하      | 소호도(蕭胡睹), 소첩리득(蕭疊裏得), 고첩(古疊), 야율살랄죽(耶律撒剌竹), 해회리보(奚回離保), 소특렬(蕭特烈) |      |
| 권115 | 열전45 | 이국외기 (二國外記) | 고려(高麗), 서하(西夏) |      |
| 권116 | 열전46 | 국어해 (國語解)     | |      |

### 부록(附錄)
| 부제 | 목록                                                                           | 비고 |
| ---- | ------------------------------------------------------------------------------ | ---- |
| 부록 | 수삼사조(修三史詔), 진요사표(進遼史表), 삼사범례(三史凡例), 수사관원(修史官員) |      |

## 요사 번역 작업
요사는 요나라는 조선의 옛 땅에서 유래했으며, 고조선과 같이 팔조범금(八條犯禁) 관습과 전통을 보존하고 있다고 전한다. (遼本朝鮮故壤 箕子八條之敎 流風遺俗 蓋有存者(遼史 49卷) 참조) 요사의 지리지에는 (수도의 동쪽 관문인) '동경요양부는 본래 조선의 땅이라'(東京遼陽府本朝鮮之地(遼史 地理志2) 참조)고 기록하고 있다. 8조범금은 고조선 법제로 8조법(八條法)이라고 알려져 왔다. 동경요양부는 현재의 랴오양(遼陽)시다.
단국대 부설 북방문화연구소는 '한한대사전' 및 '한국한자어사전'으로 세계 최초로 거란의 역사를 담은 '요사(遼史)'를 국역해 한국 상고사 연구뿐만 아니라 고대·중세사 연구에 도움이 되도록 하겠다고 발표하였다. 중국 25사(史) 가운데 '사기(史記)'와 '삼국지(三國志)'에 이어 거란의 역사를 담은 '요사(遼史)'가 세 번째로 완역된다.
단국대 북방문화연구소는 총 116권 규모의 '요사' 번역 작업을 시작했다고 2008년 11월 10일 밝혔다. '요사'는 원 말기인 순제(順帝) 지정(至正) 3년(1343)에 편찬에 착수, 이듬해 완성된 역사서다. 본기(本記) 30권, 지(志) 32권, 표(表) 8권, 열전(列傳) 45권, 국어해(國語解) 1권으로 구성돼 있으며, 219년(907~1125)에 걸친 요나라 역사를 망라하고 있다. 북방문화연구소는 "한민족의 활동 무대 중 하나인 북방지역 역사는 우리에게 매우 중요하지만, 중국 측 기록은 동북공정에서 보인 중국 입장을 대변하고 있다."며 비교적 객관적 시각에서 쓰여진 '요사' 번역의 필요성을 설명했다.
2012년 12월 31일 단국대 북방문화연구소에서 3 권, 각권 6 만원에 발행하였다. <발행소식>